# Phyllonotus margaritensis
Phyllonotus margaritensis is een slakkensoort uit de familie van de Muricidae. De wetenschappelijke naam van de soort is voor het eerst geldig gepubliceerd in 1958 door Abbott.